# 愛知国際児童年記念館
愛知国際児童年記念館（あいちこくさいじどうきねんかん）は、かつて愛知県長久手市の愛・地球博記念公園（愛称：モリコロパーク）内に存在した記念館である。

## 概要
1979年（昭和54年）に愛知青少年公園（現在の愛・地球博記念公園）で国際児童年集中記念行事「世界と日本のこども展」が開催されたことを記念し建設されたもので、1981年（昭和56年）7月4日に開館した。
次代の社会を担う児童の健全な育成と資質の向上、児童の創造性の開発、体力の増進等を図ることを目的としており、こどもホールや童話館「メルヘンプロムナード」、ビデオ室などの施設を備えていた。
2005年（平成17年）に開催された、愛・地球博では、パビリオン「地球市民村」として運営されたが、施設の老朽化により2011年（平成23年）3月21日をもって閉館。その後解体された。